# Publio Cornelio Escipión Nasica (pretor)
Publio Cornelio Escipión Nasica (en latín: Publius Cornelius Scipio Nasica) fue un magistrado romano, hijo de Publio Cornelio Escipión Nasica, quien ejerció de cónsul en 111 a. C. Formaba parte de la gens Cornelia y de la familia de Escipión, de origen patricio.
Fue pretor en 94 a. C. y Cicerón habla de él diversas veces, puesto que era uno de los abogados de Sexto Roscio de Ameria. Se casó con Licinia, la segunda hija de Lucio Licinio Craso, matrimonio que dejó dos hijos que fueron adoptados a través de testamentos, uno por el abuelo materno Lucio Licinio Craso y cogió el nombre de Lucio Licinio Craso Escipión, y el otro por Quinto Cecilio Metelo Pío y tomó el nombre de Quinto Cecilio Metelo Escipión.